# Rujeib
Rujeib (àrab: روجيب, Rujayb) és un vila palestina de la governació de Nablus, a Cisjordània, al nord de la vall del Jordà, 3 kilòmetres al sud-est de Nablus. Segons l'Oficina Central Palestina d'Estadístiques tenia 3.915 habitants en 2006.